# Erica Vietti
Erica Vietti (née le 11 novembre 1992 à Turin) est une joueuse italienne de volley-ball. Elle mesure 1,87 m et joue au poste de passeuse. 

## Clubs
| Club          | Pays   | De        | À         |
| ------------- | ------ | --------- | --------- |
| Club Italia   | Italie | 2009-2010 | 2010-2011 |
| Chieri Volley | Italie | 2011-2012 | …         |

## Palmarès
- Championnat d'Europe des moins de 20 ans
  - Vainqueur : 2010
- Championnat du monde des moins de 20 ans
  - Vainqueur : 2011